# Sverre Olsbu Røiseland
Sverre Olsbu Røiseland, geb. Sverre Røiseland (* 19. Juli 1990), ist ein norwegischer Biathlontrainer. Er ist seit 2022 Disziplin-Trainer des deutschen Frauen-Nationalteams.
Sverre Røiseland stammt aus Kvinesdal im Süden Norwegens. Als junger Sportler war er aktiver Biathlet und startete für den Knaben IL. Er besuchte das Skigymnasium in Sirdal, wo er seine spätere Ehefrau Marte Olsbu als Klassenkameradin kennenlernte. Røiseland galt als Biathlontalent und feierte in seiner Altersklasse mehrere nationale Erfolge im Juniorenbereich. Zurückgeworfen von gesundheitlichen Problemen beendete er 2014 seine aktive Laufbahn und arbeitete fortan als Trainer. Von 2017 bis 2022 war er beim norwegischen Biathlonverband (Norges Skiskytter Forbund, NSSF) beschäftigt und betreute den Entwicklungskader der Frauen – die Sportlerinnen, die vor allem Einsätze im zweitklassigen IBU-Cup erhielten. Zu den von Røiseland trainierten Athletinnen während seiner fünf Jahre beim NSSF zählten die Europameisterinnen Ragnhild Femsteinevik, Karoline Erdal und Jenny Enodd.
Im Frühjahr 2022 verpflichtete der Deutsche Skiverband um Sportdirektor Felix Bitterling Røiseland in der Nachfolge von Florian Steirer als Disziplin-Trainer für das deutsche Frauenteam unter Cheftrainer Kristian Mehringer. Laut Denise Herrmann-Wick – die unter seiner Anleitung Sprintweltmeisterin 2023 wurde – brachte Røiseland neue Impulse und Übungen ins deutsche Team: Die Biathletinnen trainierten unter ihm „mehr wie Langläuferinnen“.
Im Sommer 2018 heiratete Sverre Røiseland seine langjährige Lebensgefährtin Marte Olsbu. Beide kombinierten ihre Familiennamen und heißen seitdem Olsbu Røiseland. 2023 bekam das Paar einen Sohn.